# Jakob Drescher
Jakob Drescher (* 23. Juni 1939 in Kulmbach) ist ein ehemaliger deutscher Fußballspieler, der in der Bundesliga für den FC Bayern München spielte.

## Karriere

### Eintracht Bad Kreuznach, 1958 bis 1961
Aus dem Jugendverein SV 1920 Groß-Karben, einem Stadtteilverein aus Karben im Wetteraukreis hervorgegangen, wechselte Drescher 1958 zum Oberligisten Eintracht Bad Kreuznach und zählte unter Trainer Josef Rasselnberg als Mittelfeldspieler und Stürmer drei Jahre lang zur Stammformation. Neben Achim Melcher und Lothar Buchmann absolvierte Drescher von 1958 bis 1961 76 Spiele in der Oberliga Südwest und erzielte 24 Tore. Zur Saison 1961/62 verließ er das Eintracht-Sportfeld Heidenmauer und wechselte in die Oberliga Süd zum FC Bayern München.

### FC Bayern München, 1961 bis 1967
Unter Helmut Schneider, der seine Trainertätigkeit im Sommer 1961 beim FC Bayern München aufnahm, begann nicht nur für Drescher ein neuer Abschnitt, sondern auch für die im Sturm vorgesehenen Rainer Ohlhauser und Joachim Thimm. Die Umstellung auf das Niveau der Oberliga Süd und die mannschaftsinterne Konkurrenz ging nicht reibungslos vonstatten; dennoch kam Drescher auf 16 Einsätze und war mit zwei Toren erfolgreich. Seinen Einstand (als Rechtsaußen) am 27. August 1961 (4. Spieltag) beim 3:1-Sieg im Heimspiel gegen den FSV Frankfurt krönte er mit seinem ersten Tor, dem Führungstreffer zum 1:0, in der 24. Minute.
In der Folgesaison, 1962/63, absolvierte Drescher bereits 23 Spiele und war mit drei Toren erfolgreich. In beiden Spielzeiten belegte der FC Bayern München den dritten Tabellenplatz. Internationale Spieleinsätze erfuhr Drescher 1962/63 in fünf Begegnungen um den Messepokal gegen den FC Basel, Drumcondra Dublin und Dinamo Zagreb.
Da der Stadtrivale TSV 1860 München – als letzter Meister der Oberliga Süd – für die ab der Saison 1963/64 neugeschaffenen Bundesliga Berücksichtigung fand, verblieb der FC Bayern München nun in der Zweitklassigkeit, der Regionalliga Süd. Unter Trainer Zlatko Čajkovski galten die Bayern als Favorit für die Regionalliga-Meisterschaft, doch mussten sie dem Überraschungsmeister KSV Hessen Kassel den Titel überlassen. Als Zweiter – Drescher erzielte 11 Tore in 32 Spielen – waren die Bayern für die Aufstiegsrunde zur Bundesliga qualifiziert. Drescher wirkte in allen sechs Spielen mit, aber am Ende setzte sich Borussia Neunkirchen durch und stieg in die Bundesliga auf. 1964/65, in der zweiten Regionalliga-Saison, absolvierte Drescher 21 Ligaspiele, erzielte sechs Tore, gewann mit dem FC Bayern München die Meisterschaft und setzte sich mit sechs absolvierten Spielen in der Aufstiegsrunde vor dem 1. FC Saarbrücken, Alemannia Aachen und Tennis Borussia Berlin durch.
Am 14. August 1965 (1. Spieltag) debütierte Drescher im Stadtderby bei der 0:1-Niederlage gegen den TSV 1860 München und am 28. August (3. Spieltag) gelang ihm beim 4:2-Sieg im Auswärtsspiel gegen Eintracht Braunschweig mit dem Treffer zum 4:1 auch sein erstes von vier Toren in 28 Bundesligaspielen. Mit einem am Saisonende vielbeachteten dritten Tabellenplatz und dem am 4. Juni 1966 mit 4:2 Toren gegen den Meidericher SV gewonnenen DFB-Pokal – Drescher kam in drei Spielen, nicht aber im Halbfinale und im Endspiel, zum Einsatz – endete für ihn seine erste Saison im Fußball-Oberhaus. In der Folgesaison bestritt er nur ein Spiel – es sollte sein letztes in der Bundesliga sein: Am 20. August 1966 (1. Spieltag) unterlag der FC Bayern München im Stadion an der Grünwalder Straße mit 1:2 gegen Eintracht Frankfurt.

### FK Pirmasens
Sein früherer Trainer Helmut Schneider holte Drescher zur Saison 1967/68 zum FK Pirmasens in die Regionalliga Südwest, wo er seine Karriere aber nach bereits in seiner Münchener Zeit erlittenen Verletzungen mit mehreren Operationen am Knie in der Winterpause dieser Saison beenden musste, ohne für den FKP jemals zum Einsatz gekommen zu sein.  Der FKP verpasste mit dem 3. Tabellenplatz die Teilnahme an der Aufstiegsrunde zur Bundesliga.

## Erfolge
- Europapokalsieger der Pokalsieger 1967 (mit dem FC Bayern München; ohne Einsatz)
- DFB-Pokal-Sieger 1966, 1967 (mit dem FC Bayern München; 1967 ohne Einsatz)
- Meister der Regionalliga Süd 1965 (mit dem FC Bayern München)